# Катастрофа A330 в Атлантике
Катастро́фа A330 в Атла́нтике — крупная авиационная катастрофа, произошедшая ночью в понедельник 1 июня 2009 года. Авиалайнер Airbus A330-203 авиакомпании Air France выполнял плановый межконтинентальный рейс AF447 по маршруту Рио-де-Жанейро—Париж, но через 3 часа и 45 минут после взлёта рухнул в воды Атлантического океана и полностью разрушился. Погибли все находившиеся на его борту 228 человек — 216 пассажиров и 12 членов экипажа.
На 2024 год остаётся крупнейшей катастрофой в истории гражданской авиации Франции. Являлась крупнейшей катастрофой пассажирского самолёта после катастрофы A300 в Нью-Йорке 12 ноября 2001 года и до катастрофы Boeing 777 в Донецкой области 17 июля 2014 года (298 погибших).
В бразильском штате Рио-де-Жанейро 1 июня был объявлен трёхдневный траур. 3 июня во Франции в соборе Нотр-Дам-де-Пари прошло траурное богослужение, на котором присутствовал президент Николя Саркози.
Окончательный отчёт расследования причин катастрофы был обнародован на пресс-конференции 5 июля 2012 года. В качестве причин катастрофы в нём были указаны атмосферное обледенение трубок Пито, последующее отключение автопилота и несогласованные действия экипажа, приведшие к сваливанию самолёта.

## Сведения о рейсе 447

### Самолёт
Airbus A330-203 (регистрационный номер F-GZCP, серийный 660) был выпущен в 2005 году (первый полёт совершил 25 февраля). 18 апреля того же года был передан авиакомпании Air France. Оснащён двумя турбовентиляторными двигателями General Electric CF6-80-E1A3. 27 декабря 2008 года, 21 февраля 2009 года и 16 апреля 2009 года проходил плановые ремонты, никаких неполадок обнаружено не было. На день катастрофы 4-летний авиалайнер совершил 2644 цикла «взлёт-посадка» и налетал 18 870 часов.

### Экипаж и пассажиры
Самолётом управлял опытный экипаж, его состав был таким:
- Командир воздушного судна (КВС) — 58-летний Марк Дюбуа (фр. Marc Dubois). Очень опытный пилот, проработал в авиакомпании Air France 12 лет и 2 месяца (с 1 апреля 1997 года). В качестве КВС управлял самолётами Caravelle XII, Boeing 737, Airbus A320 и Airbus A340. В должности командира Airbus A330 — с 27 октября 2006 года. Налетал свыше 10 988 часов (6258 из них в качестве КВС), свыше 1700 из них на Airbus A330.
- Второй пилот — 37-летний Давид Робер (фр. David Robert). Опытный пилот, проработал в авиакомпании Air France 10 лет и 11 месяцев (с июля 1998 года). В качестве второго пилота управлял самолётами Airbus A320 и Airbus A340. В должности второго пилота Airbus A330 — с 1 октября 2002 года. Налетал 6547 часов, 4479 из них на Airbus A330.
- Второй пилот-стажёр — 32-летний Пьер-Седрик Бонэн (фр. Pierre-Cédric Bonin). Опытный пилот, проработал в авиакомпании Air France 5 лет и 7 месяцев (с октября 2003 года). Управлял самолётами Airbus A320 и Airbus A340. В должности второго пилота-стажёра Airbus A330 — с 1 декабря 2008 года. Налетал 2936 часов, 807 из них на Airbus A330[5]. Его супруга Изабель Бонэн (фр. Isabelle Bonin) также находилась на борту самолёта в качестве пассажира[6].

В салоне самолёта работали 9 бортпроводников — 3 старших стюарда и 6 стюардов и стюардесс:
- Энн Гримут (фр. Anne Grimout), 49 лет — старший стюард.
- Франсуаза Соник (фр. Françoise Sonic), 54 года — старший стюард.
- Мэрилин Коломбис-Мессо (фр. Maryline Colombies-Messaud), 46 лет — старший стюард.
- Клара Амадо (фр. Clara Amado), 31 год.
- Лукас Гальяно (порт. Lucas Gagliano), 23 года.
- Кэрол Гийомон (фр. Carole Guillaumont), 31 год.
- Стефани Шумакер (фр. Stéphanie Shoumacker), 39 лет.
- Себастьян Ведовати (фр. Sébastien Vedovati), 33 года.
- Лоренс Япи-Десмоц (фр. Laurence Yapi-Desmots), 44 года.

На борту авиалайнера находились 216 пассажиров (126 мужчин, 82 женщины, 7 детей и 1 грудной младенец), граждане 33 стран. Самолёт был заполнен практически полностью — свободными оставались 3 пассажирских места из 219.
| Гражданство людей на борту | Гражданство людей на борту | Гражданство людей на борту | Гражданство людей на борту |
| Гражданство                | Пассажиры                  | Экипаж                     | Всего                      |
| -------------------------- | -------------------------- | -------------------------- | -------------------------- |
| Франция                    | 61                         | 11                         | 72                         |
| Бразилия                   | 58                         | 1                          | 59                         |
| Германия                   | 26                         | 0                          | 26                         |
| Италия                     | 9                          | 0                          | 9                          |
| Китай                      | 9                          | 0                          | 9                          |
| Швейцария                  | 6                          | 0                          | 6                          |
| Великобритания             | 5                          | 0                          | 5                          |
| Венгрия                    | 4                          | 0                          | 4                          |
| Ирландия                   | 3                          | 0                          | 3                          |
| Ливия                      | 3                          | 0                          | 3                          |
| Марокко                    | 3                          | 0                          | 3                          |
| Норвегия                   | 3                          | 0                          | 3                          |
| Словакия                   | 3                          | 0                          | 3                          |
| Испания                    | 2                          | 0                          | 2                          |
| Польша                     | 2                          | 0                          | 2                          |
| США                        | 2                          | 0                          | 2                          |
| Австрия                    | 1                          | 0                          | 1                          |
| Аргентина                  | 1                          | 0                          | 1                          |
| Бельгия                    | 1                          | 0                          | 1                          |
| Габон                      | 1                          | 0                          | 1                          |
| Дания                      | 1                          | 0                          | 1                          |
| Исландия                   | 1                          | 0                          | 1                          |
| Канада                     | 1                          | 0                          | 1                          |
| Нидерланды                 | 1                          | 0                          | 1                          |
| Республика Корея           | 1                          | 0                          | 1                          |
| Россия                     | 1                          | 0                          | 1                          |
| Румыния                    | 1                          | 0                          | 1                          |
| Турция                     | 1                          | 0                          | 1                          |
| Филиппины                  | 1                          | 0                          | 1                          |
| Хорватия                   | 1                          | 0                          | 1                          |
| Швеция                     | 1                          | 0                          | 1                          |
| Эстония                    | 1                          | 0                          | 1                          |
| ЮАР                        | 1                          | 0                          | 1                          |
| Всего                      | 216                        | 12                         | 228                        |

Среди пассажиров на борту самолёта находились:
- Сильвио Барбату (порт. Silvio Barbato), итальяно-бразильский оперный дирижёр и композитор[9].
- Принц Педру Луиш (порт. Pedro Luiz), президент бразильского подразделения немецкого концерна «ThyssenKrupp» и представитель бразильской императорской династии Орлеан-Браганса.

Всего на борту самолёта находились 228 человек — 12 членов экипажа и 216 пассажиров.

## Хронология событий

### Исчезновение самолёта
Рейс AF447 вылетел из Рио-де-Жанейро в Париж 31 мая в 19:29 BRST (22:29 UTC). Через 2,5 часа пилоты сообщили о турбулентности, затем бортовой компьютер самолёта передал несколько служебных сообщений, после чего связь с самолётом была потеряна.
Днём 1 июня представители Air France заявили, что шансов найти самолёт целым практически не осталось, а к исходу дня было объявлено, что самолёт разбился.

### Данные о ходе полёта
- 22:29 (UTC) — рейс AF447 вылетел из Рио-де-Жанейро (31 мая).
- 01:33 — последняя голосовая связь с самолётом: экипаж сообщил, что полёт проходит нормально, высота 11 000 метров, скорость 840 км/ч, предположительное время входа в зону ответственности Дакара (Сенегал) через 50 минут.
- 01:48 — самолёт выходит из зоны видимости бразильской РЛС.
- 02:00 — автоматическое сообщение системы ACARS.
- 02:20 — автоматическое сообщение системы ACARS — «турбулентность», «отключение автопилота».
- 02:30 — в расчётное время связи с авиадиспетчером в Дакаре рейс AF447 не вышел на связь.

## Хронология дальнейших событий

### 1 июня
- 05:30 (UTC) — ВВС Бразилии начинают поиски исчезнувшего самолёта.
- 07:15 — Авиакомпания Air France заявляет о критической ситуации.
- 09:03 — Согласно расписанию, рейс AF447 должен был приземлиться в аэропорту имени Шарля-де-Голля.
- 09:35 — Парижский аэропорт имени Шарля-де-Голля официально объявляет о том, что рейс AF447 исчез.
- 10:17 — Поисково-спасательные группы ВВС Бразилии отправляются на поиски самолёта близ острова Фернанду-ди-Норонья.
- 10:36 — Air France сообщает об отсутствии каких-либо новостей с борта исчезнувшего самолёта.
- 11:16 — Министр окружающей среды Жан-Луи Борлоо (фр. Jean-Louis Borloo) сообщает, что к этому времени у самолёта уже должно закончиться авиатопливо. Он добавил: Теперь мы должны рассматривать самый трагический сценарий. Министр предположил, что самолёт могли захватить.
- 11:42 — Air France подтверждает сообщение о неполадках с электропроводкой на исчезнувшем самолёте.
- 12:13 — Air France предполагает, что неполадки с электропроводкой могли быть вызваны ударом молнии.
- 15:15 — Жан-Луи Борлоо отмечает, что большинство из 228 пассажиров пропавшего самолёта — бразильцы, минимум 40 из них — французы и ещё 20 — немцы.
- 16:32 — Представитель пресс-службы Air France сообщает, что на борту рейса 447 присутствовали 80 бразильцев. Кроме них, среди пассажиров были также немцы, итальянцы, китайцы, англичане, испанцы и 1 россиянин.
- 16:51 — Президент Франции Николя Саркози отмечает, что теперь шансы найти пропавших очень малы.
- 17:56 — Управляющий Air France в аэропорту Галеан Жоржи Ассунсау сообщает, что на борту упавшего самолёта находились россияне.
- 18:10 — Air France оглашает полный список пассажиров рейса 447; на его борту присутствовали граждане 33 стран.

### 2 июня
- 12:30 (UTC) — Бразильские поисковые самолёты обнаруживают обломок самолёта в 650 километрах к северо-востоку от бразильского архипелага Фернанду-ди-Норонья.
- 18:58 — Установлено точное место падения исчезнувшего самолёта.
- 20:09 — Бразильские и французские власти подтверждают, что обломки, обнаруженные в Атлантическом океане в 650 километрах от бразильского побережья, действительно принадлежат исчезнувшему лайнеру авиакомпании Air France.

### 3 июня
- 09:00 (UTC) — Министр обороны Бразилии Нельсон Жобим предупреждает, что отыскать бортовые самописцы пропавшего рейса 447 будет непросто из-за большой глубины океана в месте падения самолёта.
- 16:37 — Французское Бюро по расследованию и анализу безопасности гражданской авиации (BEA) сообщает, что бортовые самописцы разбившегося самолёта так и не будут найдены.
- 17:08 — Стало известно, что Президент Франции Николя Саркози примет участие в религиозной церемонии для семей пассажиров рейса 447.

### 4 июня
- 21:00 (UTC) — ВВС Бразилии отказываются от более ранних заявлений и утверждают, что обломки, найденные в Атлантическом океане, включая деревянные поддоны и бакены, являются фактически всего лишь «морским хламом». Это также говорит о том, что большое пятно авиатоплива, вероятно, не связано с самолётом.

### 6 июня
- 17:00 (UTC) — Бразильская поисковая группа обнаруживает личные вещи пассажиров и тела двух погибших мужчин в 900 километрах от архипелага Фернанду-ди-Норонья[10][11]. Среди личных вещей были найдены кожаный чемодан с билетом на рейс AF447 и рюкзак с ноутбуком. Также были найдены синее кресло самолёта, кислородная маска и фрагмент вертикального хвостового стабилизатора самолёта[12][13][14].

### 7 июня
Ещё 14 тел были найдены в течение дня, доведя общее количество до 16. Air France утверждает, что она производит замену трубок Пито на всех самолётах «Airbus», исходя из предположения, что дефектные датчики старого типа, возможно, вызвали катастрофу.

### 8 июня
Бразильская поисковая команда вылавливает из океана часть вертикального хвостового стабилизатора, раскрашенного в цвета Air France. ВМС Бразилии сообщает, что в зоне катастрофы было обнаружено около сотни объектов, включая сиденья и кислородные маски с эмблемой Air France.

### 9 июня
Бразильские чиновники заявляют, что в общей сложности найдено 41 тело. Первые 16 тел, найденных за выходные дни, прибудут на спасательную базу на Фернанду-ди-Норонья, расположенную недалеко от берега Бразилии. Оставшиеся 25 тел будут доставлены позднее.

### 10 июня
Французская атомная подводная лодка «Emeraude», оборудованная высокоточным сонаром, достигает участка катастрофы, чтобы приступить к поиску бортовых самописцев.

## Поисковая операция

### 2009 год
Поисковая операция была начата через несколько часов после потери связи с рейсом AF447. Плохая погода на предполагаемом месте катастрофы сильно затрудняла поиски.
- 4 июня 2009 года в 650 километрах от побережья Бразилии к северо-западу от архипелага Фернанду-ди-Норонья были найдены обломки самолёта[18][19][20]. Однако на следующий день было объявлено, что эти фрагменты не принадлежат пропавшему рейсу 447[21].
- 6 июня бразильская поисковая группа обнаружила личные вещи пассажиров и тела двух погибших мужчин в 900 километрах от архипелага Фернанду-ди-Норонья[10][11]. Среди личных вещей были найдены кожаный чемодан с билетом на рейс 447 и рюкзак с ноутбуком. Также было найдено синее кресло самолёта и кислородная маска. В течение последующих дней из воды было поднято в общей сложности 50 тел погибших пассажиров и многочисленные фрагменты лайнера[22]. Найден фрагмент хвостовой части самолёта[12][13][14].
- 27 июня ВВС Бразилии прекратили поисковую операцию, за время которой было найдено 51 тело[23]. Впоследствии число тел, обнаруженных на месте крушения рейса 447, снизилось до 50 (об этом говорится в совместном заявлении Федеральной полиции Бразилии и института судебной медицины, отвечающего за опознание жертв трагедии). По данным судмедэкспертов, анализ ДНК выявил принадлежность одного из найденных в Атлантике фрагментов ранее обнаруженному телу. Таким образом, общее число найденных жертв авиакатастрофы сократилось с 51 до 50, из них опознаны 43 человека[24].
- 13 июля Французская сторона объявила о завершении операции по поиску бортовых самописцев. Вместе с тем французская сторона не говорит о полном прекращении поисков, но об окончании всего лишь первой фазы и о скором начале второй. Со слов следователя BEA Алена Буйяра (фр. Alain Bouillard), вторая фаза поисков стартует после 14 июля, в ходе них будут использоваться другие методы и инструменты. Вторая фаза должна продлиться примерно 1 месяц. Поиски будут вестись судном «Pourquoi Pas», принадлежащим французскому исследовательскому морскому институту (IFREMER). Корабль оснащён мини-подлодкой «Nautile» и глубоководным роботом[25].

### 2011 год
- 4 апреля 2011 года было сообщено, что исследователями Океанографического института Вудс-Хол были обнаружены фрагменты самолёта[26]. Находку сделало исследовательское судно «Алусиа», которое вышло из бразильского порта Суапи, чтобы принять участие в четвёртой поисковой операции[27]. Глубина океана на месте обнаружения фрагментов составляла 3,4-3,8 километров.
- 4 апреля во время первого погружения робота «Remora 6000», продолжавшегося более 12 часов, среди обломков других частей самолёта был найден параметрический самописец рейса 447 без модуля памяти «Crash Survivable Memory Unit (CSMU)», содержащего данные. Также были обнаружены большой фрагмент фюзеляжа, крыло, стойки шасси и оба двигателя[28].
- 5 апреля министр экологии и транспорта Франции Натали Косцюшко-Моризе выступила с заявлением — вместе с обломками лайнера роботы обнаружили и тела погибших пассажиров. По словам Косцюшко-Моризе, специалисты с «Алусии» сумели локализовать не только целые части разбившегося самолёта, но и останки его погибших пассажиров; роботы также засняли тела пилотов в сохранившейся кабине экипажа лайнера, лежащей на дне рядом с другими обломками. Министр подчеркнула, что полученные данные позволяют установить личности погибших, чьи тела обнаружены на дне Атлантического океана. Более того, правительство Франции объявило тендер на сумму € 5 000 000 на проведение операции по извлечению тел на поверхность[27].
- 28 апреля в ходе поисковой операции в Атлантическом океане был обнаружен контейнер параметрического самописца. Само запоминающее устройство в контейнере обнаружено не было[29].
- 1 мая в ходе поисковой операции в Атлантическом океане найдено запоминающее устройство параметрического самописца авиалайнера. По словам поисковиков, устройство находится в хорошем состоянии[30].
- 3 мая со дна Атлантического океана был поднят речевой самописец разбившегося самолёта. Он был обнаружен глубоководным аппаратом «Remora 6000» вечером предыдущего дня[31].
- 5 мая сотрудники поисковой команды подняли на поверхность первое тело одного из пассажиров, погибших в катастрофе[32][33].
- 30 мая BEA проинформировало, что со дна Атлантического океана поднято 75 тел погибших пассажиров. Таким образом, с учётом найденных погибших в 2009 году и двух тел, поднятых на поверхность при обнаружении бортовых самописцев, общее количество поднятых тел составляет 127[34].
- 3 июня операция в Атлантическом океане по поднятию со дна тел погибших и обломков самолёта была завершена. Всего со дна за время операции были подняты 104 тела. Останки 50 пассажиров были обнаружены на поверхности океана непосредственно после падения самолёта. Всего было найдено 154 тела погибших (всего на борту самолёта находились 228 человек), оставшиеся 74 тела так и не были найдены. В этот же день был завершён подъём обломков самолёта. Корабль «Иль-де-Сен», на борт которого погрузили обломки авиалайнера и человеческие останки, взял курс на Тулузу, где находками занялись специалисты[35][36].

## Расследование
Расследование причин катастрофы рейса AF447 проводило Бюро по расследованию и анализу безопасности гражданской авиации Франции (BEA).
До нахождения и расшифровки бортовых самописцев единственными данными о состоянии самолёта перед катастрофой были автоматические сообщения, переданные лайнером. Данные объективного контроля отсутствовали, поскольку лайнер в момент катастрофы находился вне зоны действия РЛС.
Первые результаты расследования катастрофы рейса AF447 свидетельствовали о том, что авиалайнер разрушился не в воздухе, как считалось ранее, а после удара о воду — такой предварительный вывод сделали эксперты BEA в своём отчёте, опубликованном 2 июля 2009 года. Согласно отчёту, самолёт упал в воду «со значительным вертикальным ускорением».
17 марта 2011 года французские власти объявили, что начинают расследование в отношении европейского авиаконцерна «Airbus» по подозрению в непредумышленном убийстве.
16 мая 2011 года появилась информация, что BEA удалось скопировать все данные с параметрического самописца. Представителям BEA, которое занималось выяснением причин катастрофы, также удалось получить записи последних двух часов полёта с речевого самописца. Все собранные данные были отправлены BEA на тщательный анализ.

### Данные бортовых самописцев
27 мая 2011 года BEA выпустила обновлённый отчёт расследования авиакатастрофы.
В отчёте приводятся данные о полёте, записанные бортовыми самописцами. В 01:55 командир экипажа разбудил второго пилота и сказал: […] он займёт моё место. После инструктажа в 02:01:46 командир покинул кабину пилотов и отправился на отдых. В кресло командира сел второй пилот, второй пилот-стажёр сидел в правом кресле. В 02:06 второй пилот предупредил бригаду бортпроводников о том, что самолёт входит в зону турбулентности. Через 4 минуты пилоты выполнили небольшой левый разворот и снизили скорость с 872 км/ч до 400 км/ч в связи с увеличивающейся турбулентностью.
В 02:10:05 из-за обледенения трубок Пито автопилот и автомат тяги отключились. Второй пилот отдал ручку влево и вниз, парируя правый крен. Дважды прозвучало предупреждение о сваливании. Через 10 секунд скорость самолёта резко упала с 398 до 111 км/ч. Угол атаки самолёта увеличился, высота начала расти. Левая часть панели приборов отобразила резкое увеличение приборной скорости — до 398 км/ч. Интегрированная система резервных приборов не отображала это изменение в течение минуты (показания правой части приборной панели не регистрируются параметрическим самописцем). Второй пилот-стажёр продолжал удерживать нос самолёта в поднятом положении. Угол установки горизонтального хвостового стабилизатора вырос с 3° до 13° в течение одной минуты и оставался в этом положении до конца полёта.
Приблизительно в 02:11 самолёт достиг максимальной высоты полёта 11 600 метров (эшелон FL380). При этом угол атаки достигал 16°, рычаги управления двигателями (РУД) были переведены в положение «Взлёт/Уход на второй круг» (максимальная тяга). В 02:11:40 КВС вернулся в кабину. Угол атаки увеличился до 40°, самолёт снизился до эшелона FL350 (10 675 метров) при почти 100%-й тяге двигателей (регистрируются обороты переднего вентилятора двигателя, создающего большую часть тяги в турбовентиляторных двигателях). Сигнализация сваливания отключилась, поскольку при таком угле атаки показания приборной скорости считаются недостоверными. Приблизительно 20 секунд спустя второй пилот незначительно уменьшил угол тангажа, показания приборной скорости стали действительными, и снова прозвучала сигнализация сваливания. С этого момента и до конца полёта угол тангажа не был менее 35°. В последние минуты полёта РУДы находились в положении «малый газ» (минимальная тяга). Двигатели продолжали работать и оставались полностью под контролем экипажа.
Запись обоих самописцев заканчивается на отметке 02:14:28 или через 3 часа 45 минут после взлёта. В этот момент скорость самолёта составляла 198 км/ч при вертикальной скорости около 3345 м/мин, тяга двигателей составляла 55% от максимальной. Угол тангажа составлял 16,2° (носом вверх), с левым креном 5,3°. В ходе снижения самолёт развернулся почти на 180° вправо на курс 270°. Лайнер находился в сваливании на протяжении 3 минут 30 секунд, падая с высоты 11 600 метров.
Неверные данные приборной скорости являются очевидной причиной отключения автопилота, однако причина потери пилотами контроля над самолётом остается загадкой, особенно учитывая, что обычно для предотвращения сваливания пилот старается опустить нос самолёта. Множество датчиков показывают угол тангажа, и признаков их неисправности нет.

### Третий промежуточный отчёт BEA
29 июля 2011 года BEA опубликовало третий промежуточный отчёт по проблемам безопасности, обнаруженным в ходе расследования причин катастрофы. Также были опубликованы краткие отчёты на нескольких языках, включая английский.
В третьем отчёте сообщалось о том, что установлены некоторые новые факты, в частности:
- Пилоты не провели процедуру, предусмотренную для полёта при недостоверных показаниях скорости (установка тяги двигателей на 85 % от максимума, руль высоты — на угол 5°).
- Второй пилот-стажёр, управлявший рейсом 447, потянул на себя ручку управления, таким образом увеличив угол атаки, что привело к резкому набору высоты.
- Пилоты, вероятно, не обратили внимания на то, что самолёт поднялся выше максимально допустимой высоты.
- Пилоты не считывали доступные данные о полёте (вертикальная скорость и высота).
- Сигнал предупреждения о сваливании звучал непрерывно в течение 54 секунд, но пилоты не отреагировали на предупреждение о сваливании и, очевидно, не поняли, что самолёт находится в сваливании.
- Имел место бафтинг, вызванный сваливанием.
- Сигнал предупреждения о сваливании отключается в соответствии с проектными установками при превышении определённого угла атаки и снижении скорости полёта ниже определённого уровня.
- Вследствие этого сигнал о сваливании отключался, а затем снова включался несколько раз в ходе сваливания; он включался, когда пилот отдавал сайдстик от себя, и отключался, когда пилот тянул его на себя. Это могло запутать пилотов.
- Пилоты понимали, что самолёт резко снижается, однако не знали, каким приборам можно доверять; им могло показаться, что неверны все показания приборов[45].

BEA организовала группу авиационных специалистов и медиков для анализа реакции пилотов на сложившуюся ситуацию.
Air France опубликовала бюллетень, в котором заявила, что «вводящие в заблуждение сигналы включающегося и выключающегося предупреждения о сваливании, противоречащие реальному пространственному положению самолёта, могли стать факторами, значительно затруднившими анализ ситуации экипажем».

### Окончательный отчёт расследования BEA
5 июля 2012 года BEA опубликовала окончательный отчёт расследования катастрофы рейса AF447.
Он подтвердил выводы, сделанные в предыдущих отчётах, отметил дополнительные подробности и добавил рекомендации по повышению авиационной безопасности. В соответствии с выводами окончательного отчёта, катастрофа произошла в результате следующих основных событий:
- Временная рассинхронизация показаний скорости, произошедшая, скорее всего, в результате засорения трубок Пито кристаллами льда, что привело к отключению автопилота и переходу на альтернативный режим пилотирования.
- Экипаж совершал ненадлежащие управляющие действия, приведшие к выходу из стабильного полёта.
- Экипаж не выполнил действия, предписываемые в случае потери показаний текущей скорости.
- Экипаж запоздал с определением и корректировкой отклонения от заданного режима полёта.
- Экипаж не обладал достаточными навыками для определения приближения к сваливанию.
- Экипаж не смог определить начало сваливания, а потому не предпринял действия для вывода самолёта из сваливания.

Эти события стали результатом сочетания следующих основных факторов:
- Механизмы обратной связи в задействованных органах управления сделали невозможным определение и исправление повторяющегося отсутствия действий по процедуре, предусмотренной на случай потери показаний текущей скорости, и действий на случай обледенения трубок Пито и последствий этого.
- Экипаж не владел практическими навыками ручного управления самолётом как на больших высотах полёта, так и в случае расхождения в показаниях текущей скорости.
- Совместное выполнение обязанностей двух пилотов было затруднено как непониманием ситуации в момент отключения автопилота, так и ненадлежащей реакцией на эффект неожиданности, который привёл их в состояние эмоционального напряжения.
- В кабине отсутствовала чёткая индикация расхождения в показаниях текущей скорости, зарегистрированных бортовыми компьютерами.
- Экипаж не отреагировал на предупреждение о сваливании в связи с кратковременностью предупреждения о сваливании, которое могло показаться ложным срабатыванием; с отсутствием визуальной информации, подтверждающей приближение самолёта к сваливанию после потери скорости; с показаниями основного компьютера, которые могли подтвердить ошибочное представление экипажа о создавшейся ситуации, не распознав звуковой сигнал; приняв бафтинг при сваливании за бафтинг, связанный с превышением максимальной скорости; либо испытывая затруднения с определением и пониманием особенностей перехода на альтернативный закон управления самолётом, который не обеспечивает защиту в канале угла атаки.

## Расшифровка переговоров
Расшифровка последних минут полёта рейса AF447:
| Время    | | Оригинал                                                                                            | Перевод на английский                                                                               | Перевод на русский                                                                                  |
| -------- | --------------------------------------------------------------------------------------------------- | --------------------------------------------------------------------------------------------------- | --------------------------------------------------------------------------------------------------- | --------------------------------------------------------------------------------------------------- |
| 00:12:57 | КВС                                                                                                 | Mets les ailes horizontales.                                                                        | Get the wings horizontal.                                                                           | Выведи крылья в горизонтальное положение.                                                           |
| 00:12:58 | 2П-С                                                                                                | Je suis à fond à… avec du gauchissement.                                                            | I’m at the limit … with the roll.                                                                   | Я на пределе… по крену.                                                                             |
| 00:12:59 | Сигнал «DUAL INPUT!» (разные воздействия на ручку управления со стороны командира и второго пилота) | Сигнал «DUAL INPUT!» (разные воздействия на ручку управления со стороны командира и второго пилота) | Сигнал «DUAL INPUT!» (разные воздействия на ручку управления со стороны командира и второго пилота) | Сигнал «DUAL INPUT!» (разные воздействия на ручку управления со стороны командира и второго пилота) |
| 00:13:00 | КВС                                                                                                 | Le palonnier.                                                                                       | The rudder bar.                                                                                     | Руль направления.                                                                                   |
| 00:13:05 | КВС                                                                                                 | Ailes horizontales.                                                                                 | Wings horizontal.                                                                                   | Крылья в горизонтальном положении.                                                                  |
| 00:13:11 | 2П-С                                                                                                | On a tout perdu au niveau … gauche.                                                                 | We lost it all at … left.                                                                           | Мы потеряли всё на (нрзб) слева.                                                                    |
| 00:13:14 | 2П-С                                                                                                | J’ai plus rien là.                                                                                  | I’ve got nothing there.                                                                             | У меня там ничего нет.                                                                              |
| 00:13:14 | КВС                                                                                                 | (Hein.)                                                                                             | (Eh.)                                                                                               | (Эх.)                                                                                               |
| 00:13:15 | КВС                                                                                                 | Tu as quoi?                                                                                         | What do you have?                                                                                   | Что у тебя есть?                                                                                    |
| 00:13:17 | КВС                                                                                                 | Non, attends.                                                                                       | No, wait.                                                                                           | Нет, подождите.                                                                                     |
| 00:13:18 | 2П                                                                                                  | On y est, on y est, on passe le niveau cent.                                                        | We’re there, we’re there, we’re passing level one hundred                                           | Мы там, мы там, мы проходим уровень сто.                                                            |
| 00:13:19 | 2П                                                                                                  | Attends moi, j’ai des j’ai des commandes moi hein…                                                  | Wait me, I have I have the controls…                                                                | Подожди, я держу управление…                                                                        |
| 00:12:22 | Сигнал «DUAL INPUT!»                                                                                | Сигнал «DUAL INPUT!»                                                                                | Сигнал «DUAL INPUT!»                                                                                | Сигнал «DUAL INPUT!»                                                                                |
| 00:13:25 | 2П-С                                                                                                | Qu’est-ce qui… comment ça se fait qu’on continue à descendre à fond là ?                            | What is… how come we’re continuing to go right down now?                                            | Что… Почему мы продолжаем снижаться сейчас?                                                         |
| 00:13:28 | 2П                                                                                                  | Essaye de trouver, ce que tu peux faire avec tes commandes là-haut.                                 | Try to find, what you can do with your controls up there.                                           | Пытаюсь понять, что ещё ты можешь сделать по управлению…                                            |
| 00:13:30 | 2П                                                                                                  | Les primaires et cetera.                                                                            | The primaries and so on.                                                                            | Основные [органы управления] и так далее.                                                           |
| 00:13:39 | 2П                                                                                                  | Remonte, remonte, remonte, remonte.                                                                 | Climb, climb, climb, climb.                                                                         | Подъём, подъём, подъём, подъём.                                                                     |
| 00:13:40 | 2П-С                                                                                                | Mais je suis à fond à cabrer depuis tout à l’heure…                                                 | But I’ve been at maxi nose-up for a while…                                                          | Но я держу ручку управления полностью на себя всё это время…                                        |
| 00:13:42 | КВС                                                                                                 | Non, non, non! Ne remonte plus là!                                                                  | No, no, no! Don’t climb!                                                                            | Нет, нет, нет! Больше не набирай высоту!                                                            |
| 00:13:45 | 2П                                                                                                  | Alors, donne moi les commandes, à moi les commandes.                                                | So. Give me the controls, the controls to me, controls to me.                                       | Хорошо. Передай мне управление, передай мне управление, передай мне управление.                     |
| 00:14:05 | КВС                                                                                                 | Attention! Tu cabres là.                                                                            | Watch out! You’re pitching up there.                                                                | Осторожно! Ты тянешь на себя.                                                                       |
| 00:14:06 | 2П                                                                                                  | Je cabre?                                                                                           | I’m pitching up?                                                                                    | Я тяну на себя?                                                                                     |
| 00:14:07 | 2П-С                                                                                                | Ben. Il faudrait on est à quatre mille pieds.                                                       | Well. We need to we are at four thousand feet.                                                      | Ну, мы должны. Мы на 4000 футов.                                                                    |
| 00:14:16 | Сигнал GPWS «SINK RATE! PULL UP!» (звучит до конца записи)                                          | Сигнал GPWS «SINK RATE! PULL UP!» (звучит до конца записи)                                          | Сигнал GPWS «SINK RATE! PULL UP!» (звучит до конца записи)                                          | Сигнал GPWS «SINK RATE! PULL UP!» (звучит до конца записи)                                          |
| 00:14:18 | КВС                                                                                                 | Allez! Tire!                                                                                        | Go! On pull!                                                                                        | Давай! Тяни!                                                                                        |
| 00:14:19 | 2П-С                                                                                                | Allez, on tire, on tire, on tire, on tire.                                                          | Let’s go, pull up, pull up, pull up.                                                                | Давайте, тянем, тянем, тянем.                                                                       |
| 00:14:23 | 2П-С                                                                                                | On va taper! C’est pas vrai!                                                                        | We’re going to crash! This can’t be true!                                                           | Мы разобьёмся! Этого не может быть!                                                                 |
| 00:14:26 | КВС                                                                                                 | (Dix) degrés d’assiette.                                                                            | (Ten) degrees pitch attitude.                                                                       | Тангаж 10 градусов.                                                                                 |
| 00:14:28 | Конец записи                                                                                        | Конец записи                                                                                        | Конец записи                                                                                        | Конец записи                                                                                        |

## Обсуждение в прессе
6 декабря 2011 года французское издание «Popular Mechanics» опубликовало свои выводы относительно причин катастрофы. По их мнению, основными причинами катастрофы стали следующие факторы:
- Несогласованность действий и плохая подготовка экипажа (вторых пилотов Давида Робера и Пьера-Седрика Бонэна, которые находились в кабине). Оба вторых пилота в течение трёх минут, пока развивалась аварийная ситуация, не могли прийти к общему мнению о пространственном положении и направлении движения самолёта.
- Паника в кабине экипажа — более минуты до прихода КВС оба вторых пилота предпринимали хаотичные и несогласованные действия, которые перевели ситуацию из разряда нештатной в разряд аварийной, и не сделали пришедшему командиру положенного доклада о ситуации в кабине.
- Находившийся в правом кресле второй пилот-стажёр Пьер-Седрик Бонэн допустил грубейшее нарушение процедуры управления ресурсами экипажа (Crew Resource Management (CRM)). При первых признаках неисправности он запаниковал и потянул ручку управления на себя, не сообщив об этом ни занимавшему кресло КВС второму пилоту Давиду Роберу, ни пришедшему через минуту командиру Марку Дюбуа; о своих действиях он сообщил лишь за несколько секунд до падения самолёта в воду. После этого командир экипажа немедленно принял правильное решение и приказал прекратить попытки набора высоты, а второй пилот потребовал передать ему управление. На высоте около 600 метров лайнер начал набирать скорость, но вовремя прекратить сваливание пилотам не удалось.

По мнению издания, самолёт всё время до столкновения с водой оставался исправным и контролируемым. Всю вину за катастрофу авторы статьи возложили на малоопытного второго пилота-стажёра Пьера-Седрика Бонэна.
Председатель Международной ассоциации пилотов гражданских авиалиний Чесли Салленбергер считает, что в данном случае имеет место системный недостаток в конструкции современных самолётов и системе подготовки экипажей. По его мнению, современные компьютерные системы управляют самолётом 99% времени, что лишает пилотов опыта непосредственного пилотирования и снижает их готовность к нештатным ситуациям.
Также в эфир вышли несколько документальных фильмов и телепередач, выдвигавших различные альтернативные версии катастрофы, однако после обнаружения бортовых самописцев все они потеряли актуальность.
Профсоюз пилотов Air France заявил, что трубки Пито сыграли решающую роль в катастрофе. Президент профсоюза Жерер Арну подтвердил, что «катастрофы можно было избежать, если бы их вовремя заменили».

## Культурные аспекты
- Катастрофа рейса 447 Air France показана в 12 сезоне канадского документального телесериала Расследования авиакатастроф в эпизоде Air France 447: пропавший рейс.
- Также она показана в американском документальном телесериале от «MSNBC» Почему разбиваются самолёты[англ.] (англ. Why Planes Crash) в серии Кто за штурвалом (англ. Who's Flying).

### Комментарии
1. ↑  В катастрофе A300 в Нью-Йорке 12 ноября 2001 года погибли 265 человек